# Euphyia cymaria
Euphyia cymaria là một loài bướm đêm trong họ Geometridae.